# Ole Theodor Jensen Mortensen
Ole Theodor Jensen Mortensen, également connu sous le nom de Theodor Mortensen (22 février 1868 - 3 avril 1952) était un scientifique danois et professeur au Musée zoologique de Copenhague. 

## Biographie
Il s'est spécialisé dans les oursins (echinoidea) et a fourni une énorme collection marine au musée. Il a recueilli de nombreuses espèces d'oursins lors de ses expéditions entre 1899 et 1930.
Mortensen est l'auteur de :
- A Monograph of the echinoidea and Report on the echinoidea collected by the United States fisheries steamer "Albatross" during the Philippine expedition, 1907-1910.